# Ericeia taedia
Ericeia taedia är en fjärilsart som beskrevs av Felder 1874. Ericeia taedia ingår i släktet Ericeia och familjen nattflyn. Inga underarter finns listade i Catalogue of Life.